# Bloodhound (Hunderasse)
Der Bloodhound ist eine von der FCI anerkannte Hunderasse, deren Rassestandard in Belgien entwickelt wird (FCI-Gruppe 6, Sektion 1.1, Standard Nr. 84).

## Herkunft und Geschichtliches
Die Ursprünge der Rasse reichen vermutlich zurück bis in das 2. Jahrhundert, als die Vorfahren der Rasse bei den Kelten und Galliern als Laufhund verwendet wurden. Sie wurde von den Mönchen des Klosters Saint-Hubert in den Ardennen gezüchtet und diente bis ins 16. Jahrhundert in den königlichen Meuten. Im 11. Jahrhundert kam der Hubertushund nach England und wurde dort Bloodhound („Bluthund“) genannt. Der heutige Bloodhound ist ein in Zuchtwahl erhaltener Hubertushund, der noch heute im Belgischen Zuchtbuch geführt wird.
Eindeutig geklärt ist die Herkunft des Namens Bloodhound nicht. Eine Möglichkeit wäre „von edlem Blut“, eine andere, wahrscheinlichere, leitet den Namen von der Fähigkeit her, die Blutspur von verletztem Wild zu verfolgen, in der Jägersprache Schweißfährte genannt – in diesem Sinne fungiert er als Schweißhund. 
Im kontinentalen Europa, besonders in Belgien, Luxemburg und Deutschland wurde der Hubertushund unter dem Namen Ardennenbracke in der Form eines sog. Arbeitsschlags als reiner Jagdhund weitergezüchtet. Die Hunde aus der Ardenner Abtei gelten als Vorfahren vieler anderer Brackenrassen, besonders der Schweißhundrassen. Bei einigen Förstern und Berufsjägern ist die Ardennenbracke nach wie vor im jagdlichen Einsatz. Sie schätzen besonders die feine Nase, den Finderwillen und die besondere Führerbezogenheit dieses Jagdhundes – Eigenschaften, die bereits die Hunde der Züchter im Ardennenkloster Saint-Hubert berühmt machten.

## Beschreibung
Dieser sanfte und anhängliche Hund hat feines kurzes Haar in den Farben zweifarbig schwarz und loh, zweifarbig leberfarben und loh oder einfarbig rot. Er kann bis zu 70 cm hoch werden bei einem Gewicht von 50 kg. Die Ohren sind sehr lang, dünn und reichen bis über die Nasenspitze. Der Hals ist so beschaffen, dass der Hund im vollen Lauf leicht mit der Nase bis zum Boden reicht. Der Bloodhound (Hubertushund) jagte ursprünglich in Meuten; er ist einer der ältesten großen Laufhunde, der auch Hirsche jagen kann und mit gutem Spürsinn ausgestattet ist.
Vom Bloodhound wird gesagt, dass er die weltbeste Hundenase habe. Beim Einsatz als Fährtenhund kann er oft noch unter ungünstigsten Bedingungen eine tagealte Spur aufnehmen und verfolgen.

## Wesen
Der Rassestandard beschreibt den idealen Bloodhound als sanftmütig, ruhig, freundlich und umgänglich mit Menschen sowie besonders stark auf seinen Herrn geprägt. Er ist eher zurückhaltend und eigensinnig und reagiert gleichermaßen empfindsam auf Lob wie auf Tadel.

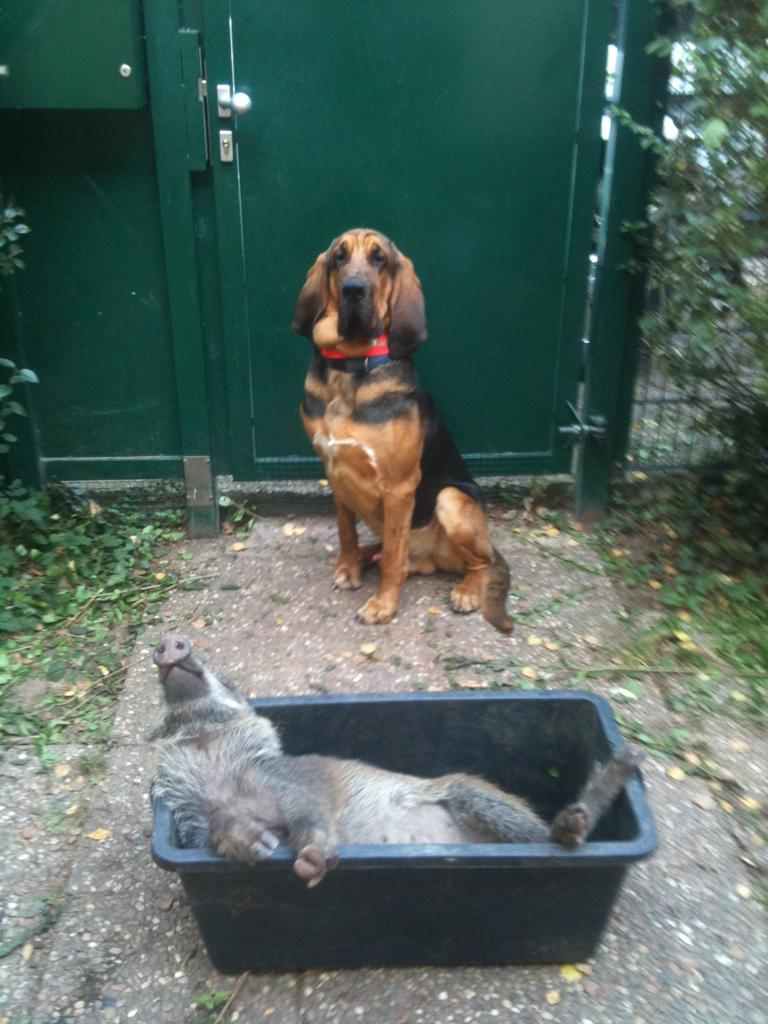
Bloodhound nach Nachsuche

## Verwendung
Der Bloodhound ist ein Lauf- und Meutehund für Hochwild. Er wird auch eingesetzt als Schweißhund zur Nachsuche, als Fährtenhund sowie als Familienhund.